# Лапинская (деревня)
Лапинская — деревня в Каргопольском районе Архангельской области России. Входит в состав Павловского сельского поселения.

## История
В «Списке населенных мест Российской империи», изданном в 1879 году, населённый пункт упомянут как деревня Лапинская большая и малая (Веринца) Каргопольского уезда (1-го стана), при колодцах, расположенная в 15,75 верстах от уездного города Каргополя. В деревне насчитывался 14 дворов и проживало 109 человек (53 мужчины и 56 женщин). Функционировала православная часовня.
По данным 1905 года имелось 25 дворов и проживало 158 человек (84 мужчины и 74 женщины). В административном отношении деревня входила в состав Ольгского общества Калитинской волости. Имелось 23 лошади, 35 коров и 73 головы прочего скота.

## География
Деревня находится в юго-западной части Архангельской области, в южной зоне средней тайги, к востоку от озера Лача, на расстоянии примерно 14 километров (по прямой) к югу от города Каргополя, административного центра района.

### Часовой пояс
Лапинская, как и вся Архангельская область, находится в часовой зоне МСК (московское время). Смещение применяемого времени относительно UTC составляет +3:00.

## Население
| 2002 | 2010 | 2012 |
| ---- | ---- | ---- |
| 13   | ↘8   | ↗10  |

Национальный состав
Согласно результатам переписи 2002 года, в национальной структуре населения русские составляли 100 %.